# Montataire
Montataire település Franciaországban, Oise megyében. Lakosainak száma 13 944 fő (2022. január 1.). Montataire Nogent-sur-Oise, Cramoisy, Creil, Saint-Leu-d’Esserent, Saint-Maximin, Saint-Vaast-lès-Mello és Thiverny községekkel határos.

## Népesség
A település népességének változása:
| Lakosok száma | 12 843 | 13 360 | 13 523 | 13 263 | 13 461 | 13 645 | 13 683 | 13 701 | 13 944 |
|               | 2013   | 2015   | 2016   | 2017   | 2018   | 2019   | 2020   | 2021   | 2022   |